# Pierre Pflimlin
Pierre Pflimlin (Roubaix, 1907. február 5. – Strasbourg, 2000. június 27.) francia jogász, politikus, a Negyedik Francia Köztársaság 20. elnöke, 1984–1987 között az Európai Parlament elnöke.

## Pályafutása
Mulhouse-ban járt német gimnáziumba. 1929-ben szerzett jogi diplomát, majd bírósági ügyvédként helyezkedett el Strasbourgban. 1940-ben behívták katonának, fogságba esett az Ardennekben, de hat hónap után visszatérhetett Németországból. 1941-ben átment a szabad zónába. 1945-ig Thonon-les-Bains-ben volt vizsgálóbíró. A felszabadulás után visszatért Strasbourgba, ahol szeptember 30-án a városi tanács tagjává választották. Részt vett az alkotmányozó nemzetgyűlések munkájában Párizsban. 1946-ban Bas-Rhin nemzetgyűlési képviselőjévé választották.
1947. november 2-án mezőgazdasági miniszterré nevezték ki Robert Schuman kormányában. Posztját André Marie, Henri Queuille és Georges Bidault kormányában is megtartotta. 
1951–52-ben a kereskedelmi és külkapcsolatok minisztere René Pleven második kormányában. 1951-ben Bas-Rhin megyei tanácsának elnökévé választották. 1952–53-ban a tengerentúli megyék ügyeiért felelős miniszter Antoine Pinay kormányában. 
1955–56-ban nemzetgazdasági és pénzügyminiszter Edgar Faure második kormányában. 
1957–1958-ban a nemzetgazdaságért, pénzügyekért valamint a tervgazdálkodásért felelős miniszter Félix Gaillard kormányában.
1958. május 14-én kormányt alakított, de az algériai válság miatt 18 nap után lemondott, hogy elősegíthesse Charles de Gaulle visszatérését a hatalomba. 1959 és 1983 között Strasbourg polgármestere volt. 
1962-ben államminiszter Georges Pompidou első kormányában, de egy hónap után lemondott, mert nem értett egyet de Gaulle európai politikájával. 1963–1966-ban az Európa Tanács Parlamenti Közgyűlésének elnöke. 1979-től 1989-ig Franciaország európai parlamenti képviselője. 1984 és 1987 között az Európai Parlament elnöke volt.

## Írásai
- L’Europe communautaire (társszerző: Raymond Legrand-Lane) 1966.
- Le Cheminement de l’idée européenne, 1977.
- Mémoires d’un Européen, 1991.

## Kapcsolódó szócikk
- Franciaország miniszterelnökeinek listája